# Knaperhälls gruva

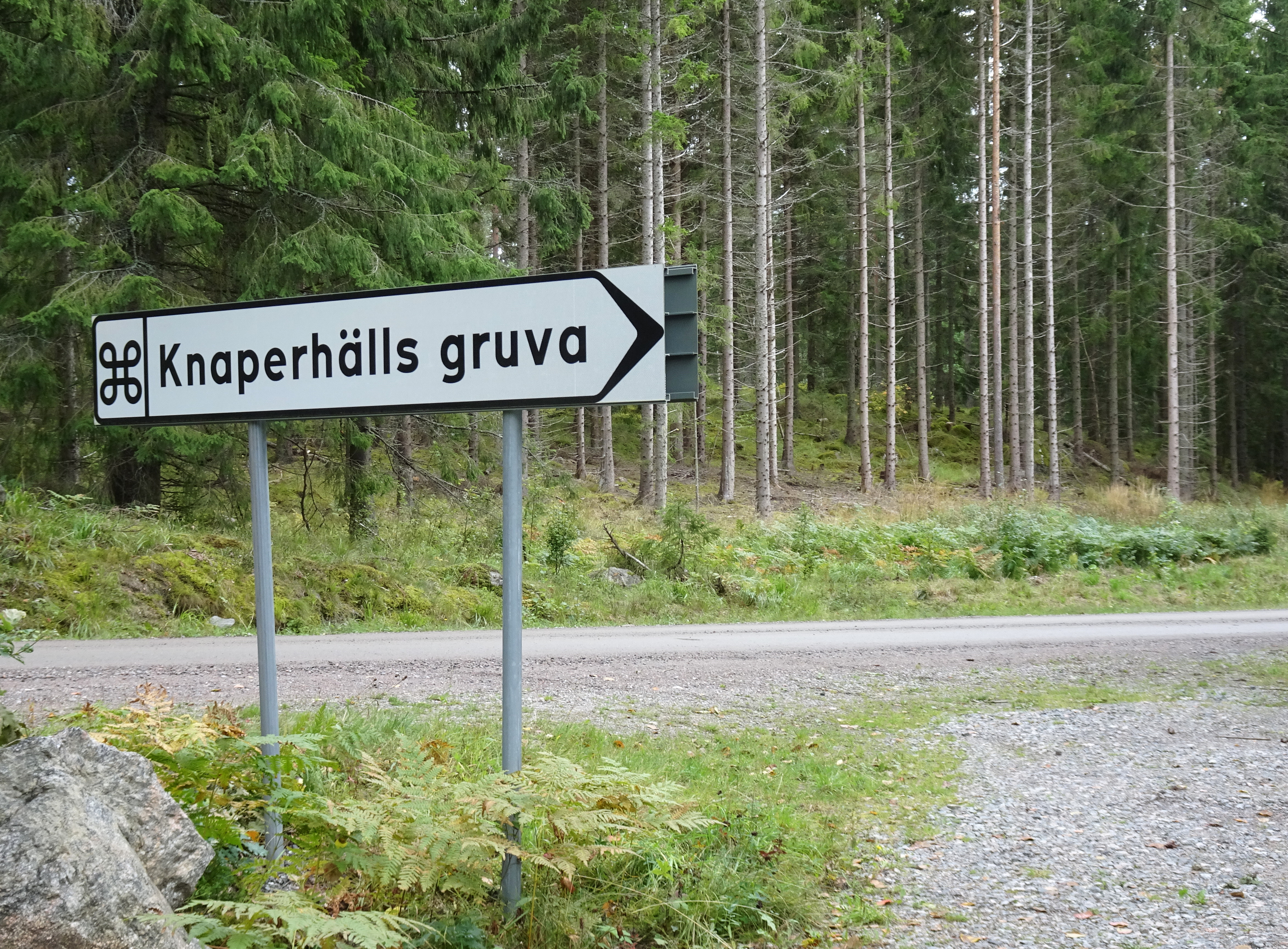
Skylt vid landsvägen.

Knaperhälls gruva är ett nedlagt gruvområde i Dunkers socken i Flens kommun, Södermanland. Malmfyndigheten låg strax söder om Östra Magsjön. Gruvdriften pågick till 1800-talets andra hälft. 

## Beskrivning

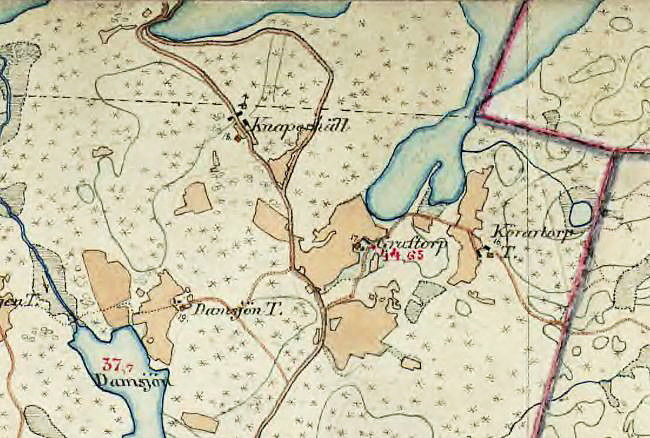
Knaperhälls gruva med omgivning på Häradsekonomiska kartan, 1897.

Knaperhälls gruva har sitt namn efter torpet Knaperhäll och är en typisk representant för de många smågruvorna som fanns runtom i Södermanland. I det som kallas Dunkers bergslag fanns bland annat Knaperhäll och Starrsäter som var de största gruvorna i socknen. Bergarten i Knaperhäll är en röd gnejs med västsydvästlig strykning i vilken mineraliseringen utgörs av magnetit och i mindre mängd svavelkis. 
Lämningarna vid Knaperhällsbergen härrör från brytningen på 1800-talets mitt. Här bröts järnmalm säsongsvis av fyra till fem gruvarbetare några månader om året. Brytningen skedde med hjälp av handborrning och krutsprängning till ett djup av ungefär 10 meter. 1840 bröts 1 280 skeppund malm (motsvarande 283 ton) och 1853 låg produktionen vid 608 skeppund (134 ton). Uppfordringen skedde delvis med hästvind. Malmen transporterades sedan till Björndammens masugn och masugnen i Åkers styckebruk. 1865 ansågs gruvan vara uttömd.
Lämningarna omfattar ett område på cirka 200 x 20 till 40 meter och består bland annat av flera vattenfyllda dikesformiga gruvhål, husgrunder och diverse varphögar. Genom området sträcker sig en äldre cirka 650 meter lång transportväg som syns även på Häradsekonomiska kartan från 1897.

## Bilder

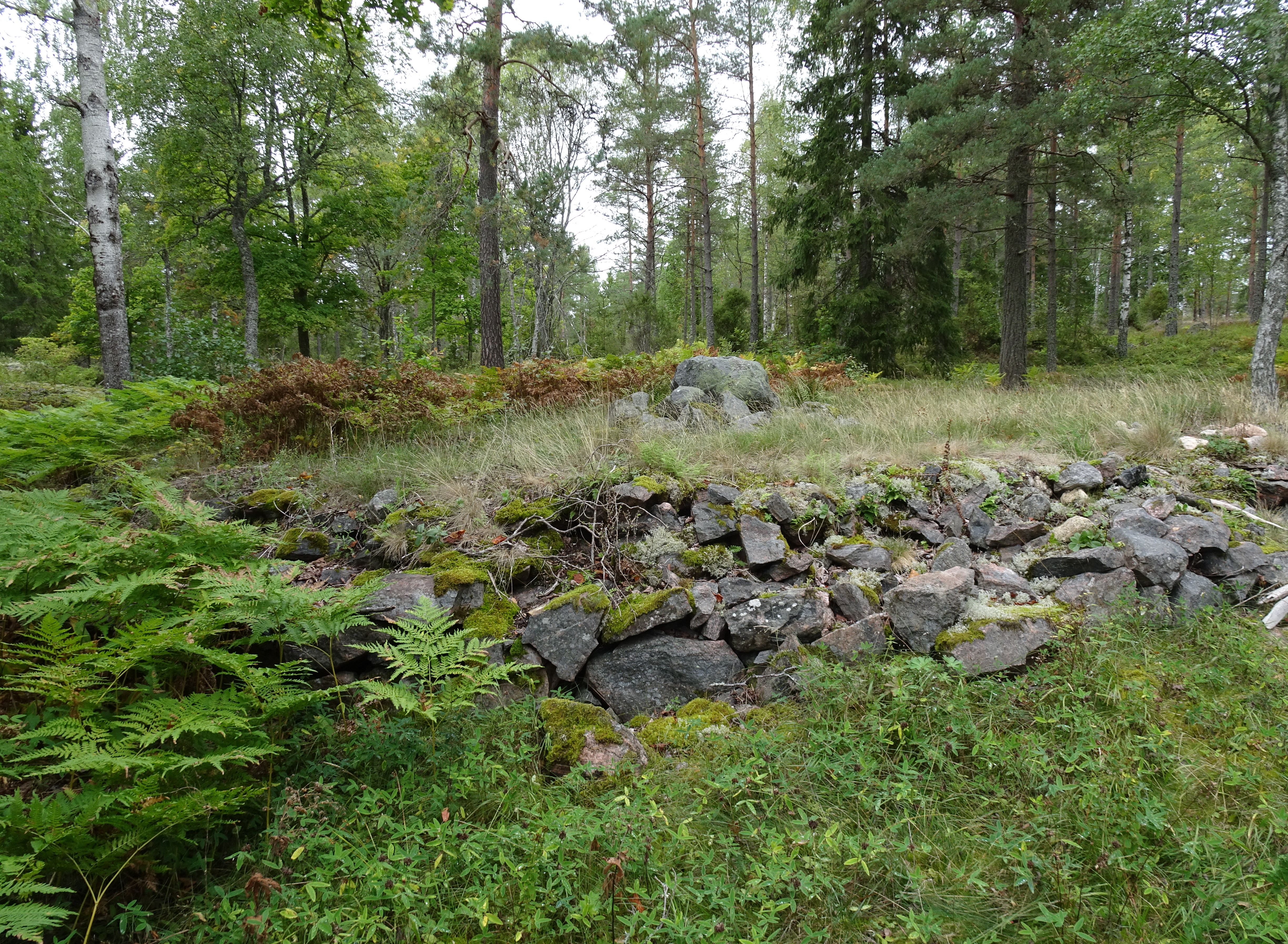
Torpgrunden
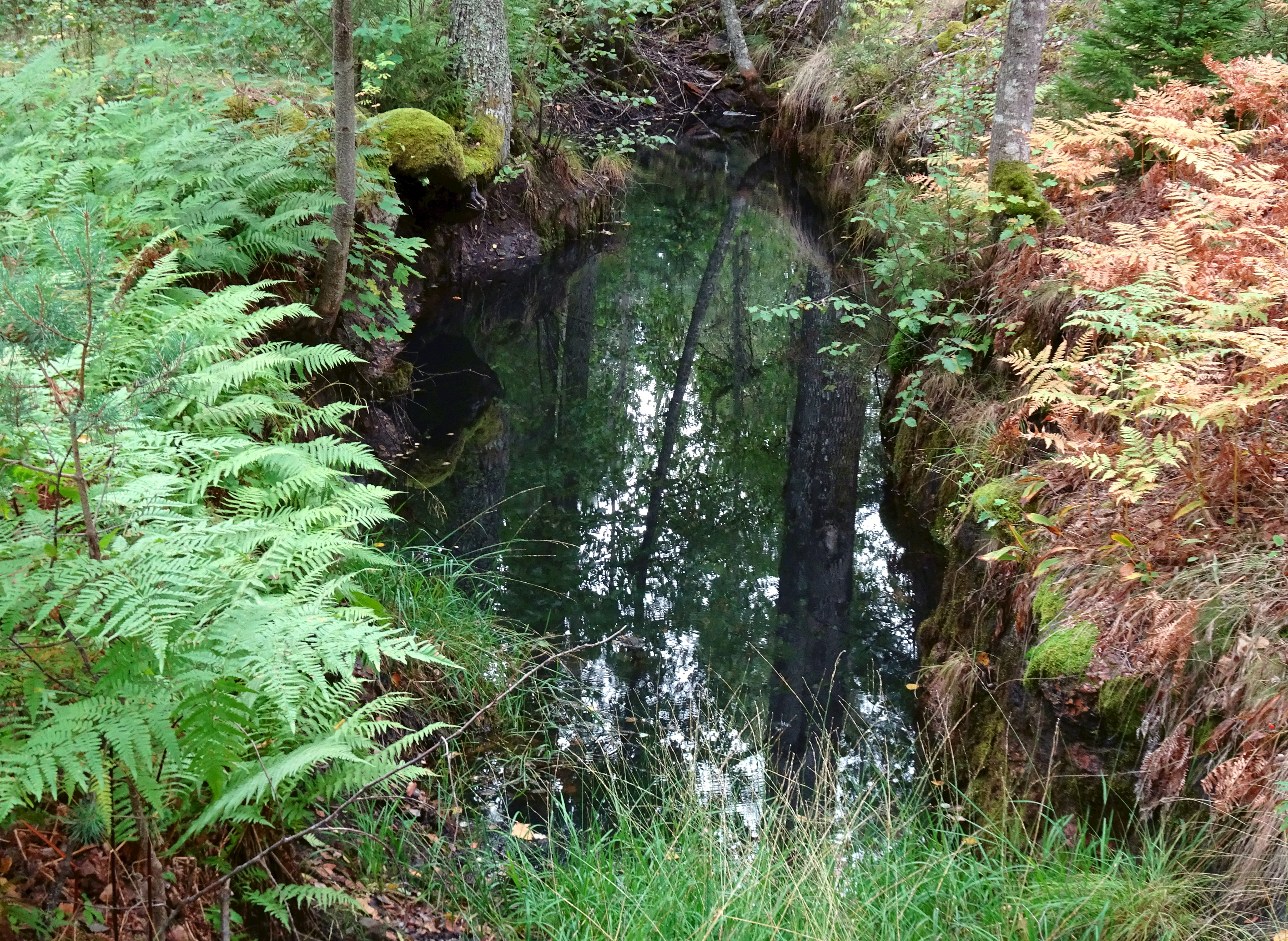
Gruvhål
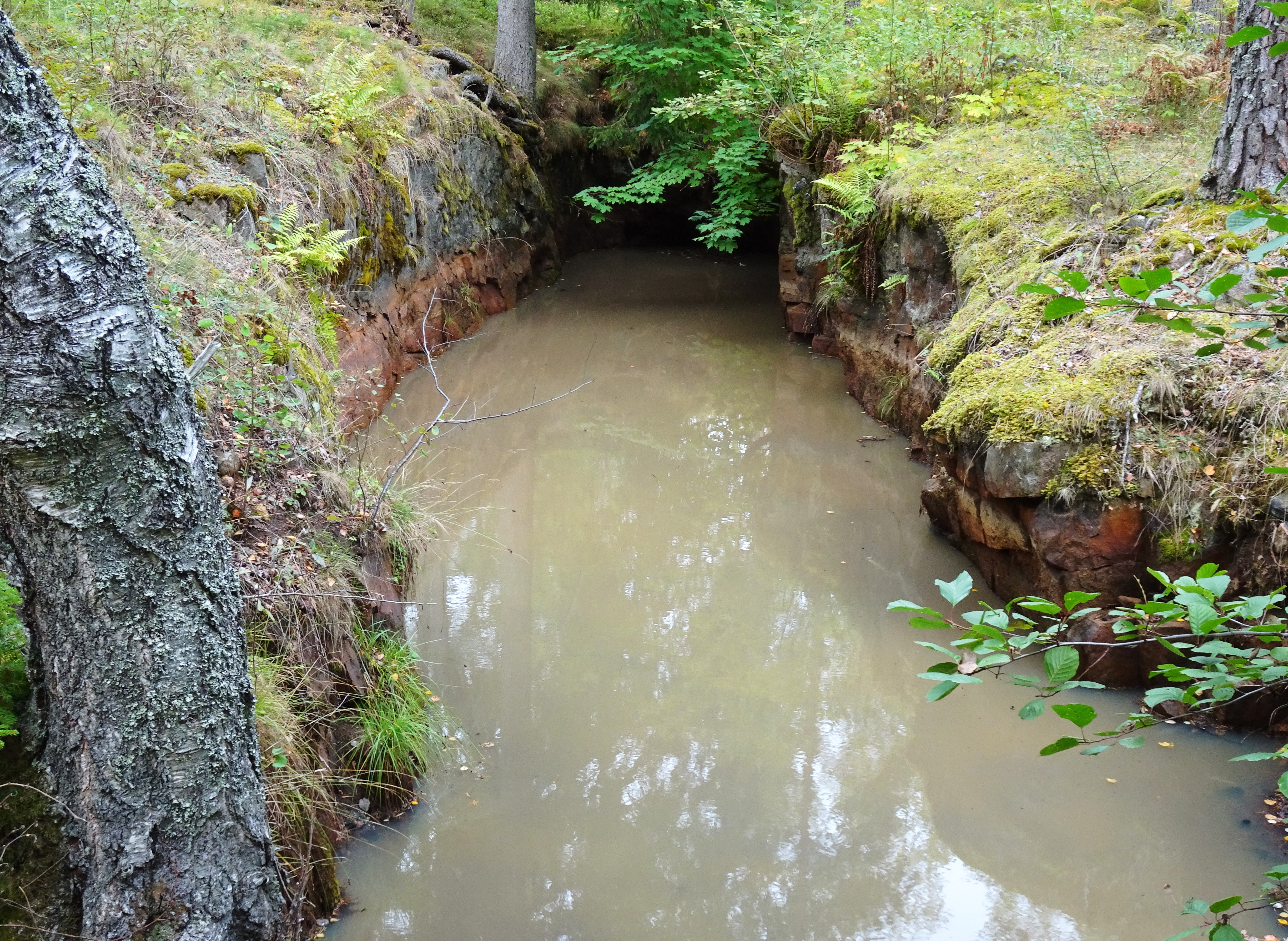
Gruvhål
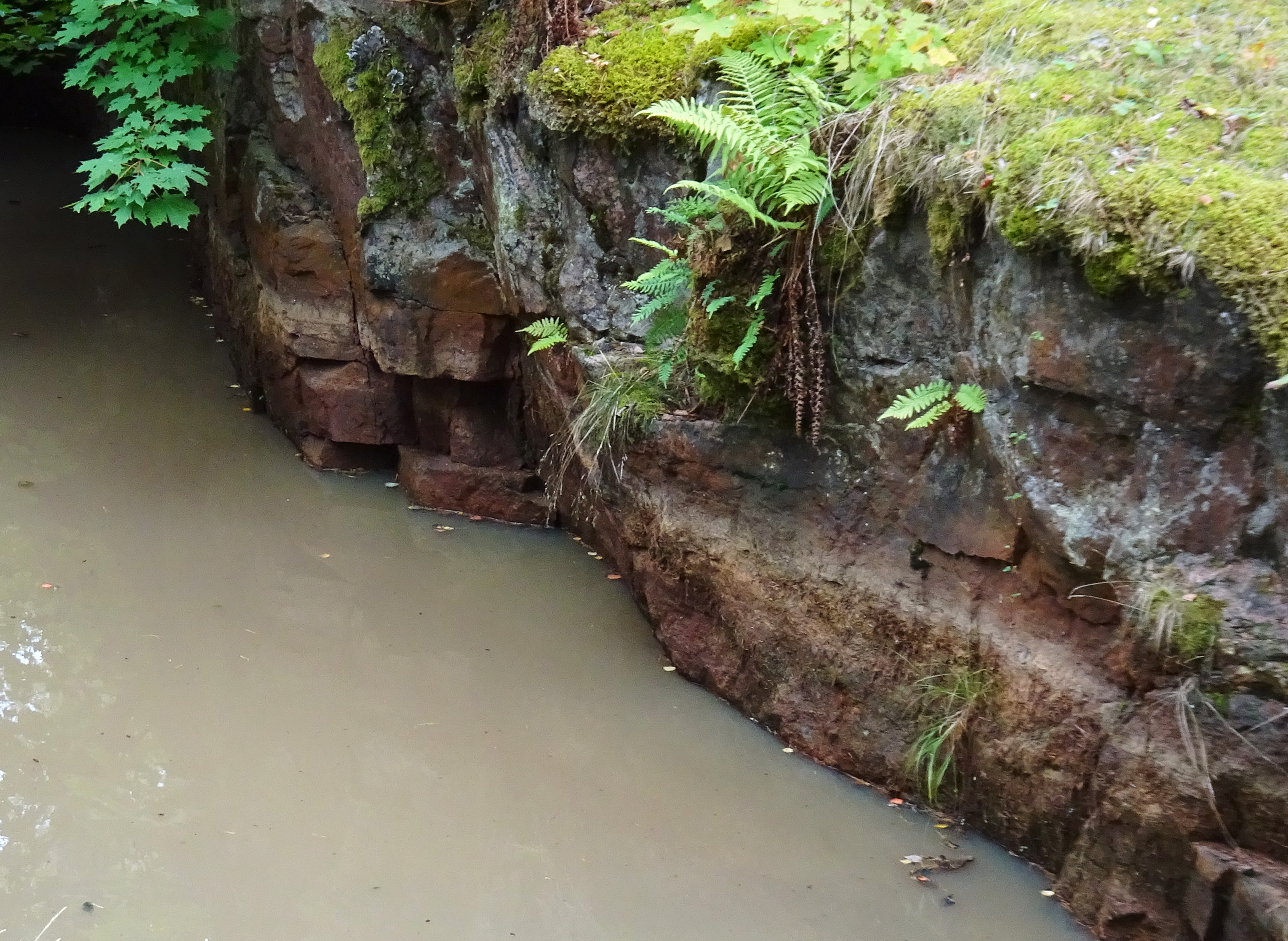
Gruvhål med vägg av  röd gnejs

## Fler gruvor i omgivningen (urval)
- Bredsjönäsgruvorna
- Starrsätters gruvor
- Skottvångs gruva
- Älgsjöbackens gruva